# کیریباتکومبورا
کیریباتکومبورا (به لاتین: Kiribathkumbura) یک منطقهٔ مسکونی در سری‌لانکا است که در استان مرکزی (سری‌لانکا) واقع شده‌است.